# Obá de Lagos

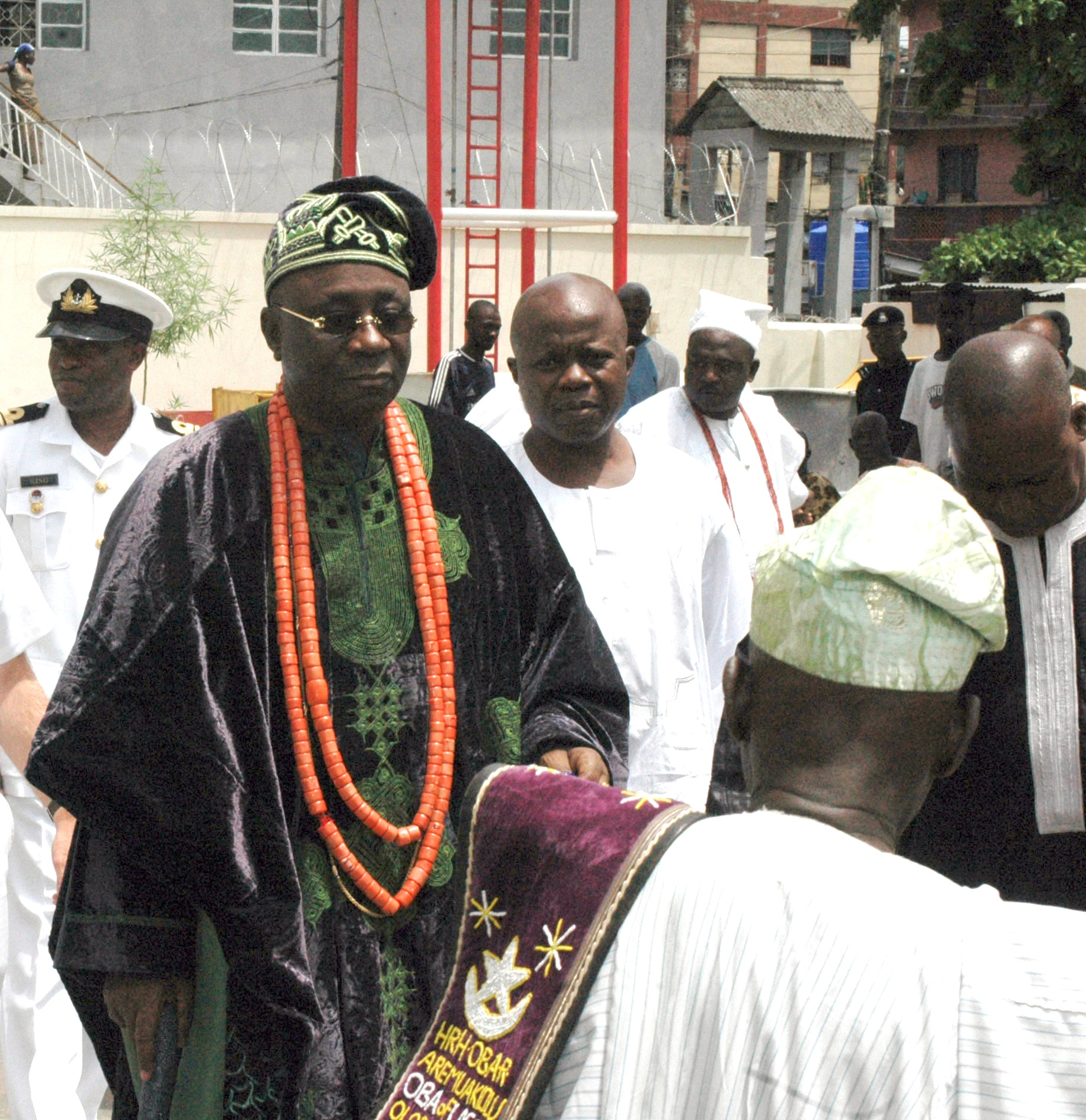
Rilwan Akiolu, então obá de Lagos, em uma reunião cerimonial com dignitários estrangeiros no pátio do palácio, 2006.

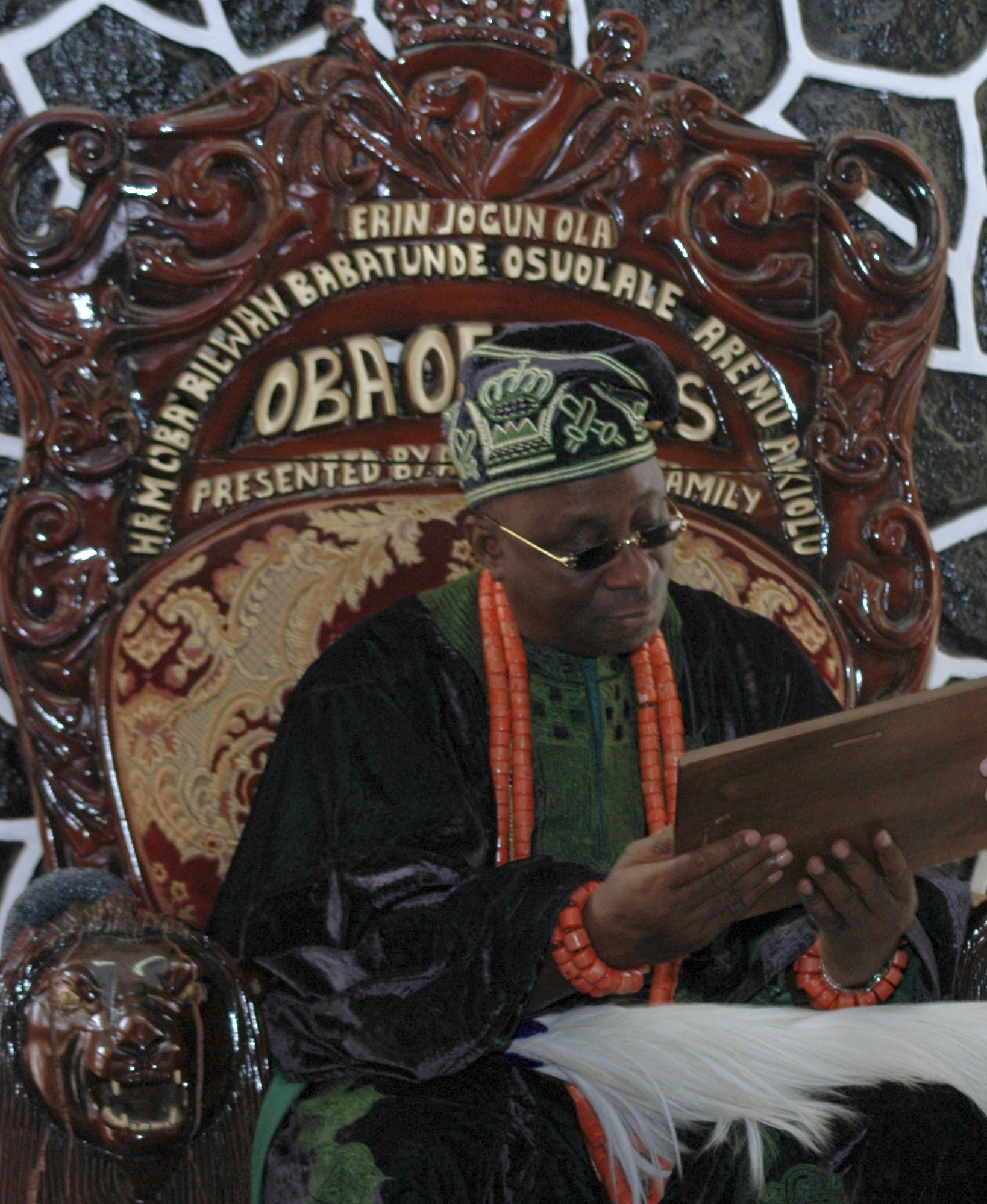
O obá de Lagos recebe uma placa, sentado em seu trono, 2006.

O obá de Lagos é um dos governantes tradicionais da Nigéria, soberano tradicional de Lagos (Nigéria). Obá, em língua iorubá, significa rei. De 1600 a 1900, o obá era o rei do Reino de Lagos (ou Edo). Desde a dominação de Lagos pelos europeus, o obá de Lagos perdeu todo o seu poder político, mas até hoje o dono do título, herdeiro do último obá deposto, é procurado como um conselheiro ou patrocinador por políticos nigerianos que buscam apoio dos residentes de Lagos. A residência oficial do obá, desde 1630, é o Igá Idunganrã, um castelo construído por portugueses (cuja construção terminou em 1705). Hoje o palácio do obá é um local turístico muito popular.

## Lista dos Obás de Lagos
- - Adô (1630–1669) (filho de Ashipa, ou Esikpa)[1][2]
  - Gabarô (1669–1704)[3]
  - Eletu Quequerê (?1749)
  - Akinsemoyin  (c.1760-1775) [4]
  - Ologum Cuterê (1780-1801)[4] ou até 1803 [5]
  - Adele Ajosun (1801-1821)[4] ou (1806-1813)[6]
  - Oxinlocum Ajã (1821–1829)[5][4]
  - Ideu Ojulari (1829–1832)[3] ou até 1835 [4]
  - Adelê Ajosum (novamente) (1832-1834)[3] ou (1835-1837) [4]
  - Oluolê (1837-1841)[3][5][4]
  - Aquintoiê ou Aquitoiê (1841-1845)[3][4][7]
  - Kosoko (1845–1851)[3][4][7]
  - Akintoye ou Akitoye (novamente) (1851-1853)[3]
  - Dosunmu (1853–1885)[3][4]
  - Oyekan I (1885–1900)[3]
  - Eshugbayi Eleko (1901-1925 & 1931-1932)[3]
  - Ibikunle Akitoye (1925–1928)[3]
  - Sanusi Olusi (1928–1931)[3]
  - Falolu Dosunmu (1932–1949)[3]
  - Adeniji Adele (1949–1964)[3]
  - Adeyinka Oyekan II (1965–2003)[3]
  - Rilwan Akiolu (2003–presente)[3]